# Abang
Abang ist indonesischer Distrikt (Kecamatan) im Osten des balinesischen Regierungsbezirks Karangasem. Er grenzt im Norden an den Kecamatan Kubu, im Westen an den Kecamatan Bebandem und im Süden an den Kecamatan Karangasem. Die Küstenlinie der Balisee bildet im Osten (Nordosten) eine natürliche Grenze. Der Distrikt gliedert sich in 14 Dörfer (Desa).

## Verwaltungsgliederung
| Kode PUM 1    | Dorf          | Fläche (km²) Ende 2021 | Einwohner Census 2010 | Einwohner Census 2020 | Einwohner Ende 2021 | Dichte Einw. pro km² |
| ------------- | ------------- | ---------------------- | --------------------- | --------------------- | ------------------- | -------------------- |
| 51.07.05.2001 | Ababi         | 8,86                   | 7.254                 | 9.977                 | 10.541              | 1.189,73             |
| 51.07.05.2002 | Tiying Tali   | 4,42                   | 3.552                 | 4.189                 | 4.553               | 1.030,09             |
| 51.07.05.2003 | Bunutan       | 37,79                  | 10.370                | 11.795                | 12.110              | 320,46               |
| 51.07.05.2004 | Tista         | 0,98                   | 4.513                 | 5.801                 | 6.152               | 6.277,55             |
| 51.07.05.2005 | Abang         | 4,40                   | 3.176                 | 3.983                 | 3.964               | 900,91               |
| 51.07.05.2006 | Pidpid        | 5,52                   | 2.689                 | 3.983                 | 4.356               | 789,13               |
| 51.07.05.2007 | Datah         | 28,69                  | 7.703                 | 11.603                | 13.237              | 461,38               |
| 51.07.05.2008 | Culik         | 2,28                   | 3.212                 | 4.152                 | 4.449               | 1.951,32             |
| 51.07.05.2009 | Purwakerti    | 10,87                  | 4.431                 | 6.251                 | 6.532               | 600,92               |
| 51.07.05.2010 | Kerta Mandala | 13,70                  | 3.138                 | 4.336                 | 4.957               | 361,82               |
| 51.07.05.2011 | Labasari      | 4,63                   | 2.554                 | 3.479                 | 3.805               | 821,81               |
| 51.07.05.2012 | Nawa Kerti    | 5,61                   | 2.667                 | 3.727                 | 4.184               | 745,81               |
| 51.07.05.2013 | Kesimpar      | 1,45                   | 1.628                 | 2.157                 | 2.560               | 1.765,52             |
| 51.07.05.2014 | Tribuana      | 6,47                   | 4.078                 | 4.912                 | 5.210               | 805,26               |
| 51.07.05      | Kec. Abang    | 135,67                 | 60.965                | 80.345                | 86.610              | 638,39               |
Ergebnisse aus Zählung:
2010 und 2020, Fortschreibung (Datenstand: Ende 2021)

## Bevölkerung

### Bevölkerungsentwicklung der letzten drei Halbjahre
| Datum      | Fläche (km²) | Einwohner | männlich | weiblich | Dichte (Einw./km²) | Sex Ratio (m*100/w) |
| ---------- | ------------ | --------- | -------- | -------- | ------------------ | ------------------- |
| 31.12.2020 | 134,70       | 86.001    | 43.858   | 42.143   | 638,5              | 104,1               |
| 30.06.2021 | 134,70       | 85.240    | 43.529   | 41.755   | 632,8              | 104,2               |
| 31.12.2021 | 135,00       | 86.610    | 43.978   | 42.632   | 641,6              | 103,2               |
Fortschreibungsergebnisse